# Báldi András
Báldi András (Budapest, 1965. október 11. –) ökológus, a Magyar Tudományos Akadémia levelező tagja. 2012 és 2018 között az Ökológiai Kutatóközpont alapító főigazgatója, 2011-től a Lendület Ökoszisztéma-szolgáltatás Kutatócsoport vezetője.

## Életpályája
Iskoláit az ELTE Trefort Ágoston Gyakorló Gimnáziumban (akkor ELTE Ságvári Endre Gyakorló Iskola) végezte. Egy év kötelező sorkatonai szolgálat után az ELTE Természettudományi Kar biológus szakára került, ahol 1989-ben végzett. PhD fokozatát 1996-ban szerezte meg, az MTA doktora fokozatát 2006-ban. A Debreceni Egyetemen habilitált (2010). 1989-2011 között a Magyar Természettudományi Múzeumban dolgozott, nagyobb részben az MTA-MTM Állatökológiai Kutatócsoportban. 2011-ben az MTA Ökológiai és Botanikai Kutatóintézetbe került, ahol az első „szupraindividualis” Lendület kutatócsoportot indította el. 2012-ben a három intézet összevonásával létrejött MTA Ökológiai Kutatóközpont első főigazgatója lett. Ezt a pozícióját hét éven át töltötte be (2012-2018). Nevéhez kötődik a kutatóközponti tudományos teljesítményének növekedése, illetve a szélesebb szakterület legnagyobb pályázatainak elnyerése.
Az Academia Europaea tagja (2019-), illetve az AE Budapest Tudásközpont, Duna-régió Tematikus Misszió társelnöke. AZ IPBES Multidiszciplináris Szakértő Panel (2013-2014), illetve a Tudás és Adat Munkacsoport (2013-2023) tagja. Az EU Biodiverzitás Partnerség (Biodiversa+) Tudományos Tanácsadó Testületének elnöke (2022-). Az Európai Akadémiák Tudományos Tanácsadó Testülete (EASAC), környezetvédelmi munkacsoportjának tagja (2015-), majd társelnöke (2023-). 2022-ben a Magyar Tudományos Akadémia levelező tagjává választották.
Három gyermek édesapja.

## Szakmai közéleti tevékenysége
Szerkesztőbizottságok
- 2011-től az Environmental Evidence című folyóirat szerkesztőbizottságának tagja
- 2014-2022 az Environmental Health and Sustainability című folyóirat szerkesztőbizottságának tagja
- 2013-2022 a Conservation Letters című folyóirat szerkesztője

Egyéb bizottságok és tagságok
- 2023 – …    az Európai Akadémiák Tudományos Tanácsadó Testületének (EASAC) Környezetvédelmi Irányító Bizottságának társelnöke
- 2022 – …    az Európai Biodiverzitás Partnerség (Biodiversa+) Tanácsadó testületének elnöke
- 2022 – …    az Academia Europaea Ökológia és Evolúció szekcióbizottságának elnöke
- 2021 – …    az MTA Fenntartható Fejlődés Elnöki Bizottság tagja
- 2019 – …    az Academia Europaea tagja
- 2018 – …    a Nemzeti Fenntartható Fejlődési Tanács tagja
- 2016 – …    a Nemzeti Víztudományi Program társelnöke
- 2015 – …    az Európai Akadémiák Tudományos Tanácsadó Testületének (EASAC) Környezetvédelmi munkacsoportjának tagja
- 2013 – 2014 az IPBES Multidisciplináris Szakértői Panel tagja
- 2011 – 2014 a Természetvédelmi Biológiai Társaság – Európai Szekciójának elnöke
- 2005 – 2014 az Európai Ökológiai Szövetség bizottsági tagja
- 2004 – 2006 a Magyar Ökológusok Tudományos Egyesületének elnöke

Konferencia-szervezés
- 2021-22 6. Európai Természetvédelmi Biológiai Kongresszus (Prága) tudományos bizottsága – elnök
- 2015, 2016, 2017, 2018, 2019, 2020, 2022, 2023    Nemzetközi Természetvédelmi Diákkonferencia (Európa) – elnök
- 2012       3. Európai Természetvédelmi Biológiai Kongresszus (Glasgow) tudományos bizottsága – elnök
- 2010        24. Nemzetközi Természetvédelmi Biológiai Kongresszus (Edmonton) tudományos bizottság – elnök
- 2006         1. Európai Természetvédelmi Biológiai Kongresszus (Eger) szervezőbizottság – elnök
- 2002, 2005, 2014, 2017, 2022     Magyar Ökológus Kongresszus szervező bizottság – elnöke

## Kutatási területei
Érdeklődési köre elsősorban a biológiai sokféleség megismerése és megőrzése; ezen belül jelenleg a biodiverzitás és ökoszisztéma szolgáltatások közötti kapcsolat megértésén dolgozik csoportjával, amely kutatási témái kiterjednek a pollinációra, a természetvédelmi biológiai védekezésre, illetve a talaj lebontó folyamatokra. Törekvése a kutatási eredmények átvitele a hazai és nemzetközi döntéshozatalba. Ennek érdekében multidiszciplináris témákat is vizsgál, gyakran társadalomtudományi, részvételi módszerekkel, például a legfontosabb kutatási kérdések, illetve a Magyarországon várható környezeti jövőkép – 2050 tekintetében. Aktív szerepet vállal a tudományos közéletben, például konferencia szervezések, programok vezetése révén, illetve több nemzetközi tudománypolitikai szervezetben, mint az IPBES vagy az EASAC.

## Publikációi
- Magyar Tudományos Művek Tára (MTMT)
- Google Scholar
- ORCID

## Szakmai elismerései
- Magyar Ökológiáért Emlékplakett (Magyar Ökológusok Tudományos Egyesülete) 2021
- Pro Natura Díj (Vidékfejlesztési Minisztérium) (2014)
- Bolyai Plakett (MTA) (2006)
- Petényi Salamon díj kiemelkedő kutatómunkáért (Magyar Madártani Egyesület) (2004)
- Akadémiai ifjúsági díj (MTA) (1997)